# Naturschutzgebiet Sacrower See und Königswald
Das Naturschutzgebiet Sacrower See und Königswald ist ein Naturschutzgebiet (NSG) im Land Brandenburg. Der Schutzstatus wurde am 22. März 1941 im Amtsblatt der Preußischen Regierung in Potsdam in der Verordnung über das „Naturschutzgebiet Sacrower See und Königswald“ im Stadtkreis Potsdam bekannt gemacht. Seit dem 30. November 1998 ist das Naturschutzgebiet eingeschlossen in das Landschaftsschutzgebiet „Königswald mit Havelseen und Seeburger Agrarlandschaft“.

## Geografie
Ausgedehnte Waldflächen rund um den Sacrower See bilden seit 1941 das älteste Naturschutzgebiet Potsdams. Das Gebiet befindet sich nordöstlich von Potsdam, zwischen Jungfernsee, die von Berlin kommende Havel und Groß Glienicke. Es hat eine Größe von 801,5 ha.

### Sacrower See
Der Sacrower See ist ein See im nördlichen Teil der Stadt Potsdam im Ortsteil Sacrow. Der kalkreiche, geschichtete Flachlandsee liegt vollständig im Naturschutzgebiet Sacrower See und Königswald.

### Königswald
Als Königswald wird ein ausgedehntes Waldgebiet nordöstlich von Potsdam und südlich von Groß Glienicke bezeichnet. Umgeben wird er vom Krampnitzsee, vom Jungfernsee und der Havel. Mitten im Königswald liegt der Sacrower See. Ältere Kiefernforsten und Laubmischwälder sowie einige kleine Moore bestimmen den Charakter des Königswaldes. Markante Geländeerhebungen liegen im Königswald. Dazu gehören der Rehberg, der 66 Meter hohe Zedlitzberg, der Schwarzer Berg, die 78 Meter hohen Luisenberge, die Fuchsberge und der Weinberg bei Sacrow. Im Westen des Königswaldes befindet sich 19 Meter oberhalb des Ufers des Lehnitzsees auf einem Geländesporn eine bronzezeitliche Wallanlage, die sogenannte Römerschanze, auch Königswall genannt.
Im Wald liegt das Ersatzhaus für das in den 1930er Jahren abgebrannte Forsthaus Zedlitz.
Am südlichen Zipfel befindet sich der Park und das Schloss Sacrow mit dem gleichnamigen Dorf und der Heilandskirche am Port von Sacrow.

## Monitoring
Regelmäßig finden von den Schutzgebietsbetreuern des NABU faunistische und floristische Bestandserfassungen statt, deren Ergebnisse an das Portal Naturgucker gemeldet werden.